# Prvenstvo Dalmacije u nogometu 1914.
Četvrto prvenstvo pokrajine Dalmacije u nogometu bilo je četvrto nogometno prvenstvo dalmatinskih Talijana.
Prvenstvo je organizirao Međupokrajinski sportski savez (talijanski: Federazione Sportiva Interregionale) čije se sjedište nalazilo u Trstu. Zadarski klubovi Societa di Ginnastica i Societa del Bersaglieri, splitski Societa di Ginnastica e Scherma te šibenski C. C. Libertas priključili su se Međupokrajinskom sportskom savezu na njegovom drugom kongresu. Na tom kongresu, održanom krajem ožujka 1914. u Trstu, donesena je odluka o organizaciji četvrtog prvenstva Dalmacije. 
Prvenstvo je održano 12. i 13. travnja 1914. Prvog dana igrana je utakmica za prvaka Dalmacije, a sutradan utakmica između prvaka Dalmacije i prvaka saveza – tršćanskog kluba Societa Edera Sportiva.

## Sudionici
- Societa di Ginnastica e Scherma – Split (bijeli dres sa zelenim ovratnikom)
- Societa Edera Sportiva – Trst (crni dres s klupskom značkom – zelenim listom bršljana)
- Societa di Ginnastica – Zadar

## Momčadi
Societa di Ginnastica e Scherma
- Igrači: Luigi Dinunzio, Carlo Polli, Giovanni Ninčević, Marino Pavan, Giuseppe Grigillo, Pietro Montana, Amato Bortolazzi, Ettore Romanutti, Virgilio Pissitelli, N. Kovačević, Luigi Peruzović
- Trener: N. Stude

Societa Edera Sportiva
- Igrači: P. Fogan, A. Hodek, G. Costantini, M. Meroz, A. Mariusig, E. Costantini, R. Mamolo, A. Ghersettig, U. Ricobon, E. Sirena, R. Gabori
- Rezerve: V. Matussi, A. Finazzer

Societa di Ginnastica
- Igrači: Lana II, Leonetto, Lana, Marsan II, G. Rolli, Mussapp II, Mussapp I, Marsan III, Alessandri, Marsan I, Torlaschi
- Rezerve: Giorgeti i Degiovanni

## Utakmice
12. travnja 1914.
Održana je utakmica za prvaka Dalmacije. Glavni sudac bio je Giuseppe Radò, a pomoćni suci bili su Nicolo Degiovanni i Riccardo Zohar.
- Societa di Ginnastica e Scherma – Societa di Ginnastica 3:1

Societa di Ginnastica e Scherma je osvojila prvenstvo Dalmacije.
13. travnja 1914.
Održana je utakmica između prvaka Dalmacije i prvaka Međupokrajinskog sportskog saveza.
- Societa Edera Sportiva – Societa di Ginnastica e Scherma 16:0